# Louis Julien Demers
Pour les articles homonymes, voir Demers.
Louis Julien Demers (né à Lévis le 9 décembre 1848 et mort le 29 avril 1905) fut un marchand et homme politique fédéral du Québec.

## Biographie
Louis Julien Demers est né dans le quartier Saint-Romuald situé à Lévis dans le Canada-Est. Demers étudie au Collège de Lévis. Il est élu député du Parti libéral du Canada dans la circonscription fédérale de Lévis lors d'une élection partielle déclenchée après le décès de Pierre Malcom Guay survenu en 1899. Il est réélu en 1900 et en 1904, il est mort en fonction en 1905.